# Кастро-дей-Вольші
Кастро-дей-Вольші (італ. Castro dei Volsci) — муніципалітет в Італії, у регіоні Лаціо, провінція Фрозіноне.
Кастро-дей-Вольші розташоване на відстані близько 90 км на південний схід від Рима, 14 км на південь від Фрозіноне.
Населення — 4836 осіб (2014).
Щорічний фестиваль відбувається 3 червня. Покровитель — Sant'Oliva.

## Демографія
Населення за роками:

Станом на 1 січня 2023 року в муніципалітеті офіційно проживало 118 іноземців з 23 країн, серед них 37 громадян країн Євросоюзу та 8 громадян України.

## Персоналії
- Ніно Манфреді (1921—2004) — італійський актор, режисер, сценарист, письменник.

## Сусідні муніципалітети
- Амазено
- Чеккано
- Чепрано
- Фальватерра
- Ленола
- Пастена
- Пофі
- Валлекорса
- Вілла-Санто-Стефано